# جين وايت (لاعب كرة قدم أمريكية)
جين وايت (بالإنجليزية: Gene White)‏ هو لاعب كرة قدم أمريكية أمريكي، ولد في 21 يونيو 1932 في غرينزبورو في الولايات المتحدة.

## وصلات خارجية
- جين وايت على موقع مرجع كرة القدم المحترفة.كوم (الإنجليزية)